# John B
John B — драм-н-басс продюсер з Великої Британії, засновник напрямку транс-степ. Справжнє ім'я — Джон Б. Вільямс (John B. Williams). Перша його платівка вийшла в 1996 році. 15.08.2015 виступив у окупованому Росією Севастополі у клубі "Хорошо", після чого був занесений в картотеку сайту "Миротворець" за "незаконний перетин кордону".

## Дискографія
- Visions / New Identity Recordings / 1997
- Catalyst / 1999
- Redox — Catalyst Reprocessed / 2000
- Brainstorm — John B DJ Mix Compilation / December 2002
- Future Reference / Single CD & Ltd. 2xCD / 2003
- in:transit / June 2004
- Electrostep / June 2006

## Зовнішні посилання
- http://www.myspace.com/johnbbeta/ [Архівовано 28 липня 2009 у Wayback Machine.] John B на сайті Myspace
- домашня сторінка John B [Архівовано 30 березня 2022 у Wayback Machine.]

## Цитати
1. ↑  Уильямс Джон Брин (John Bryn Williams). Миротворець. Процитовано 28 серпня 2012.